# Bad Schlema
Bad Schlema – uzdrowiskowa część miasta (Ortsteil) Aue-Bad Schlema w Niemczech, w kraju związkowym Saksonia, w powiecie Erzgebirgskreis. Do 31 grudnia 2018 samodzielna gmina. Do 29 lutego 2012 w okręgu administracyjnym Chemnitz, do 31 lipca 2008 w powiecie Aue-Schwarzenberg.

## Geografia
Bad Schlema leży w zachodniej części powiatu, pomiędzy Aue i miastem Schneeberg.
W skład jednostki administracyjnej wchodzą (Ortsgebiet):
- Niederschlema
- Oberschlema

Przez Bad Schlema przebiega droga krajowa B169.

## Współpraca
- Rechberghausen, Badenia-Wirtembergia

## Osoby urodzone w Bad Schlema
- Ricco Groß – niemiecki biathlonista
- Enrico Kern – niemiecki piłkarz